# Bruce Greenwood
Pour les articles homonymes, voir Greenwood.

Bruce Greenwood est un acteur et producteur canadien.

## Biographie
Bruce Greenwood naît à Rouyn- Noranda au Québec le 12 août 1956. Il est le fils de Mary Sylvia (née Ledingham), une infirmière, et Hugh John Greenwood, un géophysicien et professeur qui a enseigné à l'Université de Princeton.
Il a deux sœurs, Kelly et Lynn Greenwood.

### Vie privée
Il est marié à Susan Devlin depuis 1985. Ils ont une fille, Breana Chloe Greenwood.

## Carrière
Il est connu pour ses multiples incarnations de personnages historiques comme le président des États-Unis d'Amérique John F. Kennedy dans Treize jours (2000), Jack Dunphy dans Truman Capote, le président de CBS News Andrew Heyward (en) dans Truth (2015), le procureur Gil Garcetti dans American Crime Story : The People v. O.J. Simpson (2016) ou encore Robert McNamara dans Pentagon Papers (2017).

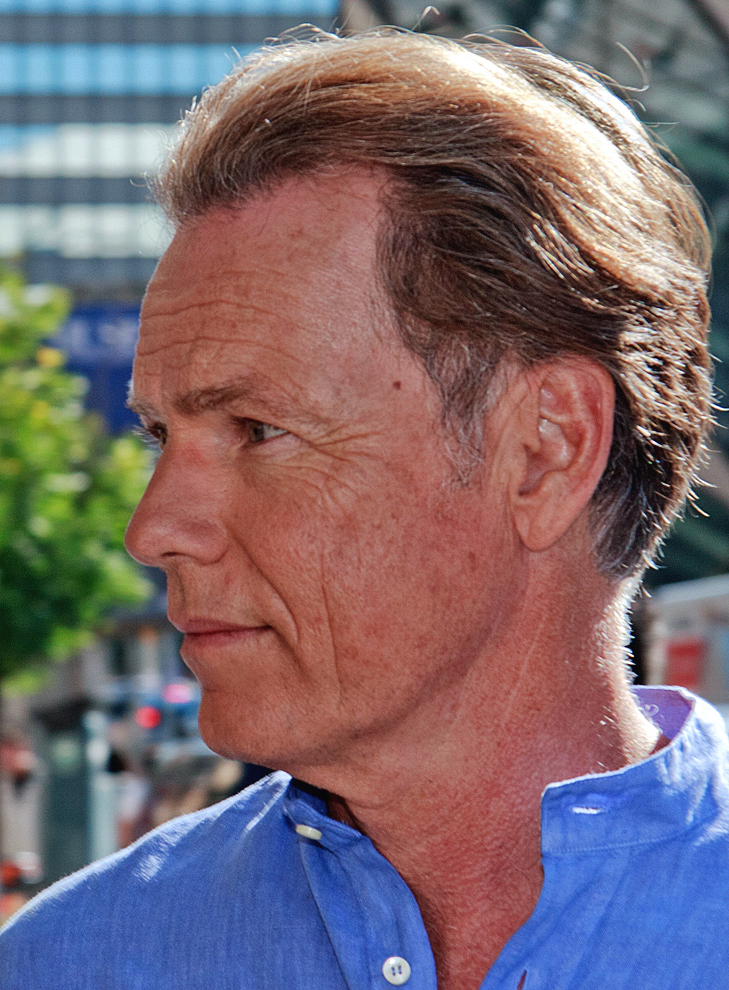
Bruce Greenwood lors du Festival international du film de Toronto 2010.

Il interprète également le président des États-Unis dans les films Benjamin Gates et le Livre des secrets (2008) et Kingsman : Le Cercle d'or (2017) et un journaliste dans The Secret Man: Mark Felt (2017), film relatant le scandale du Watergate,.
En 2009 et 2013, il joue le rôle de Christopher Pike dans les onzième et douzième films de la franchise Star Trek : Star Trek et Star Trek Into Darkness, réalisés par J. J. Abrams,.
Depuis 2010, il prête sa voix au personnage de DC Comics Bruce Wayne / Batman dans la série Young Justice et il le retrouve dans les films Batman: Under the Red Hood, Batman : Gotham by Gaslight et Batman: Death in the Family (en) sortis respectivement en 2010, 2018 et 2020,.
En 2017 et 2020, il apparait dans Jessie et Doctor Sleep, deux films adaptés de livres de Stephen King réalisés par Mike Flanagan.
De 2018 à 2023, il incarne le Dr Randolph Bell dans le drama médical télévisuel The Resident.
En 2023, il joue Roderick Usher dans la série La Chute de la maison Usher sur Netflix.

## Filmographie

### Cinéma

#### Longs métrages
- 1979 : Le Secret de la banquise (Bear Island) de Don Sharp : Tommy, un technicien
- 1982 : Rambo (First Blood) de Ted Kotcheff : Un gardien
- 1986 : The Climb de Donald Shebib : Hermann Buhl
- 1986 : The Malibu Bikini Shop de David Wechter : Todd
- 1989 : Another Chance de Jesse Vint : John Ripley
- 1990 : L'Orchidée sauvage (Wild Orchid) de Zalman King : Jerome McFarland
- 1991 : La secte du crépuscule (Servants of Twilight) de Jeffrey Obrow : Charlie Harrison
- 1992 : Passager 57 (Passenger 57) de Kevin Hooks : Stuart Ramsey
- 1994 : Exotica d'Atom Egoyan : Francis Brown
- 1994 : Paint Cans de Paul Donovan : Vittorio Musso
- 1995 : Prémonition (Dream Man) de René Bonnière : Tom Cavanaugh
- 1997 : De beaux lendemains (The Sweet Hereafter) d'Atom Egoyan : Billy
- 1997 : Drôles de pères (Fathers' Day) d'Ivan Reitman : Bob Andrews
- 1998 : Comme un voleur (Thick as Thieves) de Scott Sanders : Bo
- 1998 : Comportements troublants (Disturbing Behavior) de David Nutter : Dr Edgar Caldicott
- 1999 : The Lost Son de Chris Menges : Friedman
- 1999 : Double jeu (Double Jeopardy) de Bruce Beresford : Nicholas "Nick" Parsons
- 2000 : Un été sur Terre (Here on Earth) de Mark Piznarski : Earl Cavanaugh
- 2000 : Jeu mortel (Cord) de Sidney J. Furie : Jack
- 2000 : L'Enfer du devoir (Rules of Engagement) de William Friedkin : Bill Sokal, Conseiller à la Sécurité Nationale
- 2000 : Treize jours (Thirteen Days) de Roger Donaldson : John F. Kennedy
- 2002 : Ararat d'Atom Egoyan : Martin Harcourt, l'acteur qui joue Clarence Ussher
- 2002 : À la dérive (Swept Away) de Guy Ritchie : Anthony "Tony" Leighton
- 2002 : Abîmes (Below) de David Twohy : Brice
- 2003 : Fusion (The Core) de Jon Amiel : Commandant Robert Iverson
- 2003 : Hollywood Homicide de Ron Shelton : Lieutenant Bennie Macko
- 2003 : The Republic of Love de Deepa Mehta : Tom Avery
- 2004 : I, Robot d'Alex Proyas : Lawrence Robertson
- 2004 : Adorable Julia (Being Julia) d'István Szabó : Lord Charles
- 2005 : Zig Zag, l'étalon zébré (Racing Stripes) de Frederik Du Chau : Nolan Walsh
- 2005 : Truman Capote (Capote) de Bennett Miller : Jack Dunphy
- 2005 : Burt Munro (The World's Fastest Indian) de Roger Donaldson : Jerry
- 2005 : Mee-Shee : Le Secret des profondeurs (Mee-Shee: The Water Giant) de John Henderson : Sean Cambell
- 2006 : Antartica, prisonniers du froid (Eight Below) de Frank Marshall : Dr Davis McClaren
- 2006 : Déjà vu de Tony Scott : Jack McCready
- 2007 : I'm Not There de Todd Haynes : Keenan Jones / Pat Garrett
- 2007 : Rex, chien pompier (Firehouse Dog) de Todd Holland : Connor Fahey
- 2008 : Benjamin Gates et le Livre des secrets (National Treasure: Book of Secrets) de Jon Turteltaub : Le Président des États-Unis d'Amérique
- 2008 : Cyborg Soldier de John Stead : Simon Hart
- 2009 : Star Trek de J. J. Abrams : Capitaine Christopher Pike
- 2009 : Mao's Last Dancer de Bruce Beresford : Ben Stevenson
- 2010 : The Dinner de Jay Roach : Lance Fender
- 2010 : Batman et Red Hood : Sous le masque rouge (Batman: Under the Red Hood) : Bruce Wayne / Batman (voix)
- 2010 : Le Monde de Barney (Barney's Version) de Richard J.Lewis : Blair
- 2011 : La Dernière Piste (Meek’s Cutoff) de Kelly Reichardt : Stephen Meek
- 2011 : Super 8 de J. J. Abrams : Cooper
- 2011 : Cell 213 de Stephen T.Kay : Un gardien
- 2011 : Donovan's Echo de Jim Cliffe : Finnley Boyd
- 2012 : The Place Beyond the Pines de Derek Cianfrance : Bill Killcullen
- 2012 : Flight de Robert Zemeckis : Charlie Anderson
- 2012 : Cristeros (For Greater Glory) de Dean Wright : L'ambassadeur américain
- 2013 : Les Trois Crimes de West Memphis (Devil's Knot) d'Atom Egoyan : Juge David Burnett
- 2013 : Star Trek Into Darkness de J. J. Abrams : Amiral Christopher Pike
- 2013 : And Now a Word from Our Sponsor de Zack Bernbaum : Adan Kundle
- 2013 : Wildlike de Frank Hall Green : Gordy Nance
- 2014 : Captives (The Captive) d'Atom Egoyan : Vince
- 2014 : Un amour sans fin (Endless Love) de Shana Feste : Hugh Butterfield
- 2014 : La Chanson de l'éléphant (Elephant Song) de Charles Binamé : Dr Toby Green
- 2015 : Good Kill d'Andrew Niccol : Colonel Jack Johns
- 2015 : Truth : Le Prix de la vérité (Truth) de James Vanderbilt : Andrew Heyward
- 2015 : Rehearshal de Carl Bessai : Turner Horatio Longfellow
- 2015 : Père et Fille (Fathers and Daughters) de Gabriele Muccino : William
- 2016 : Gold de Stephen Gaghan : Mark Hancock
- 2016 : Spectral de Nic Mathieu : Général Orland
- 2017 : Jessie (Gerald's Game) de Mike Flanagan : Gerald Burlingame
- 2017 : Kingsman : Le Cercle d'or (Kingsman: The Golden Circle) de Matthew Vaughn : Le Président des États-Unis
- 2017 : The Secret Man: Mark Felt (Mark Felt: The Man Who Brought Down the White House) de Peter Landesman : Sandy Smith
- 2017 : Kodachrome de Mark Raso : Oncle Dean
- 2018 : Pentagon Papers de Steven Spielberg : Robert McNamara
- 2018 : Batman : Gotham by Gaslight de Sam Liu : Bruce Wayne / Batman (voix)
- 2018 : Sorry for Your Loss de Collin Friesen : Jeff Steadman
- 2019 : Lie Exposed de Jerry Ciccoritti : Frank
- 2020 : Doctor Sleep de Mike Flanagan : Dr John Dalton
- 2020 : Batman: Un deuil dans la famille (Batman: Death in the Family) : Bruce Wayne / Batman (voix)
- 2024 : The Fabulous Four de Jocelyn Moorhouse : Ted
- 2024 : The Invisibles d'Andrew Currie : Carl

#### Court métrage
- 2023 : What Ever Happened to Jonny Faith de Benjamin Pollack : Dr Kelben

### Télévision

#### Séries télévisées
- 1979 - 1980 : Uchu Kubo Blue Noah : Colin Collins / Un officier de Gotham (voix)
- 1980 : Huckleberry Finn and His Friends : Bob Grangerford
- 1983 : Le Voyageur (The Hitchhiker) : Jeff Boder
- 1984 : Jessie : Détective Roy Moss
- 1984 : Legmen : Jack Gage
- 1986 : Cap Danger (Danger Bay) : Sam Hayes / Jeff Storey
- 1986 - 1988 : Hôpital St Elsewhere (St. Elsewhere) : Dr Seth Griffin
- 1987 : La loi est la loi (Jake and the Fatman) : Carson Warfield
- 1987 : Matlock : Mitchell Gordon
- 1991 : Veronica Clare : Lieutenant Gil Reed
- 1991 - 1992 : Côte Ouest (Knots Landing) : Pierce Lawton
- 1994 : Les Contes d'Avonlea (Road to Avonlea) : Caleb Stokes
- 1994 : Hardball : Dave Logan
- 1995 - 1996 : L'Homme de nulle part (Nowhere Man) : Thomas Veill
- 1997 - 1998 : The Larry Sanders Show : Roger Bingham
- 1997 - 1998 : Sleepwalkers : Chasseurs de rêves (Sleepwalkers) : Dr Nathan Bradford
- 2006 - 2007 : Classe des Titans (Class of the Titans) : Chiron (voix)
- 2007 : John from Cincinnati : Mitch Yost
- 2008 : The Summit : Richard Adderly
- 2010 - 2019 : La Ligue des justiciers : Nouvelle Génération (Young Justice) : Bruce Wayne / Batman / Wotan / Eduardo Dorado Sr. / Dr Pieter Cross / Rumaan Harjavti / Roi Viktor Markov (voix)
- 2012 : The River : Emmet Cole
- 2015 : Mad Men : Richard Burghoff
- 2015 : Wet Hot American Summer: First Day of Camp : Bill Martinson
- 2016 : American Crime Story : Gil Garcetti
- 2016 : American Dad! : Le capitaine de la Navy (voix)
- 2018 - 2023 : The Resident : Dr Randolph Bell
- 2019 : Jett : Mr Carlyle
- 2020 : I Know This Much Is True : Dr Hume
- 2023 : La Chute de la maison Usher (The Fall of the House of Usher) : Roderick Usher
- 2024 : Cross (Cross) : Herman

#### Téléfilms
- 1985 : Peyton Place: The Next Generation de Larry Elikann : Dana Harrington
- 1985 : Striker's Mountain d'Alan Simmonds : Paul Striker
- 1987 : Destination America de Corey Allen : Corbet St. James V
- 1988 : Extrême violence (In the Line of Duty: The F.B.I. Murders) de Dick Lowry : Agent Jerry Dove
- 1989 : La Deuxième Vie du colonel Schraeder (Pursuit) d'Ian Sharp : SS-Obersturmbannfuhrer Helmut von Schraeder / Daniel Grossman
- 1989 : Perry Mason - Le mauvais joueur (Perry Mason: The Case of the All-Star Assassin) de Christian I. Nyby II : Stewart Horton
- 1989 : Cache-cache mortel (Spy) de Philip Frank Messina : Richard Berk
- 1990 : Beach Boys - Rêves d'été (Summer Dreams: The Story of the Beach Boys) de Michael Switzer : Dennis Wilson
- 1990 : Le Secret des deux orphelins (The Little Kidnappers) de Donald Shebib : Willem Hooft
- 1991 : The Great Pretender de Gus Trikonis : Earle Brattigan
- 1991 : Perfect Crimes d'Armand Mastroianni et Dan Jackson : Faulkner
- 1993 : Rio Diablo de Rod Hardy : Jervis Walker
- 1993 : Cauchemar en haute mer (Adrift) de Christian Duguay : Nick Terrio
- 1993 : Le meurtre que je n'ai pas commis (Woman on the Run: The Lawrencia Bembenek Story) de Sandor Stern : Fred Schultz
- 1994 : Un cœur pour vivre (Heart of a Child) de Sandor Stern : Fred Schouten
- 1994 : Les Armes de la passion (Treacherous Beauties) de Charles Jarrott : Jason Hollister
- 1994 : Désir de vengeance (Bitter Vengeance) de Stuart Cooper : Jack Westford
- 1994 : Compagnon Modèle G45 (The Companion) de Gary Fleder : Geoffrey
- 1995 : Danielle Steel : Naissances (Mixed Blessings) de Bethany Rooney : Andy Douglas
- 1995 : Naomi & Wynonna: Love Can Build a Bridge de Bobby Roth : Larry Strickland
- 1995 : Dazzle de Richard A. Colla : Casey Nelson
- 1997 : Le secret d'une passion (Tell Me No Secrets) de Bobby Roth : Don Shaw
- 1997 : Un candidat idéal (The Absolute Truth) de James Keach : Jake Slaughter
- 1999 : La couleur du courage (The Color of Courage) de Lee Rose : Benjamin Sipes
- 1999 : L'Ange de l'amour (en) (The Soul Collector) de Michael Scott : Zacariah
- 2001 : Affaires de femmes (A Girl Thing) de Lee Rose : Frank
- 2001 : Haven de John Gray : Myles Billingsley
- 2002 : La splendeur des Amberson (The Magnificent Ambersons) d'Alfonso Arau : Eugene Morgan
- 2004 : Terreur nucléaire (Meltdown) de Jeremiah S. Chechik : Agent Tom Shea
- 2004 : The Life de Lynne Stopkewich : Arnie
- 2004 : Dans la peau du tueur (The Riverman) de Bill Eagles : Robert Keppel
- 2005 : Pour l'amour de Millie (Saving Milly) de Dan Curtis : Mort Kondracke
- 2006 : La Légende de Sérenna (The Mermaid Chair) de Steven Schachter : Hugh Sullivan
- 2009 : A Dog Named Christmas de Peter Werner : George McCray
- 2013 : The Challenger Disaster (The Challenger) de James Hawes : Général Donald J. Kutyna
- 2017 : Dirty Dancing de : Dr Jake Houseman

### Producteur
- 2003 : The Republic of Love de Deepa Mehta

## Voix françaises
En France, Bernard Lanneau est la voix française régulière de Bruce Greenwood. Emmanuel Jacomy l'a également doublé à sept reprises.
Au Québec, Mario Desmarais est la voix québécoise régulière de l'acteur.